# 15.ª etapa do Tour de France de 2022
A 15.ª etapa do Tour de France de 2022 teve lugar a 17 de julho de 2022 entre Rodez e Carcassona sobre um percurso de 202,5 km. O vencedor foi o belga Jasper Philipsen do Alpecin-Deceuninck e o dinamarquês Jonas Vingegaard manteve a liderança antes da última jornada de descanso.

## Classificação da etapa
| Rodez - Carcassonne | etapa plana | (202,5 km) |

| \| Classificação por etapas \| Classificação por etapas \| Classificação por etapas \| Classificação por etapas \| Classificação por etapas \| \| Ciclista \| Ciclista \| Equipe \| Tempo \| \| \| ------------------------ \| ------------------------ \| ---------------------------------- \| ------------------------ \| ------------------------ \| \| 1. \| Jasper Philipsen \| Alpecin-Deceuninck \| 4h27m27s \| \| \| 2. \| Wout van Aert \| Jumbo-Visma \| + 0s \| \| \| 3. \| Mads Pedersen \| Trek-Segafredo \| + 0s \| \| \| 4. \| Peter Sagan \| TotalEnergies \| + 0s \| \| \| 5. \| Danny van Poppel \| Bora-Hansgrohe \| + 0s \| \| \| 6. \| Dylan Groenewegen \| BikeExchange-Jayco \| + 0s \| \| \| 7. \| Florian Sénéchal \| Quick-Step Alpha Vinyl \| + 0s \| \| \| 8. \| Luca Mozzato \| B&B Hotels-KTM \| + 0s \| \| \| 9. \| Andrea Pasqualon \| Intermarché-Wanty-Gobert Matériaux \| + 0s \| \| \| 10. \| Fred Wright \| Bahrain Victorious \| + 0s \| \| |                   |                                    |          |
| |                   |                                    |          |
| Fonte: ProCyclingStats |                   |                                    |          |
| Classificação por etapas |                   |                                    |          |
| Ciclista | Ciclista          | Equipe                             | Tempo    |
| 1. | Jasper Philipsen  | Alpecin-Deceuninck                 | 4h27m27s |
| 2. | Wout van Aert     | Jumbo-Visma                        | + 0s     |
| 3. | Mads Pedersen     | Trek-Segafredo                     | + 0s     |
| 4. | Peter Sagan       | TotalEnergies                      | + 0s     |
| 5. | Danny van Poppel  | Bora-Hansgrohe                     | + 0s     |
| 6. | Dylan Groenewegen | BikeExchange-Jayco                 | + 0s     |
| 7. | Florian Sénéchal  | Quick-Step Alpha Vinyl             | + 0s     |
| 8. | Luca Mozzato      | B&B Hotels-KTM                     | + 0s     |
| 9. | Andrea Pasqualon  | Intermarché-Wanty-Gobert Matériaux | + 0s     |
| 10. | Fred Wright       | Bahrain Victorious                 | + 0s     |

## Classificações ao final da etapa

### Classificação geral(Maillot Jaune)
| \| Classificação geral \| Classificação geral \| Classificação geral \| Classificação geral \| Classificação geral \| \| Ciclista \| Ciclista \| Equipe \| Tempo \| \| \| ------------------- \| ------------------- \| ---------------------------------- \| ------------------- \| ------------------- \| \| 1. \| Jonas Vingegaard \| Jumbo-Visma \| 59h58m28s \| \| \| 2. \| Tadej Pogačar \| UAE Team Emirates \| + 2m22s \| \| \| 3. \| Geraint Thomas \| Ineos Grenadiers \| + 2m43s \| \| \| 4. \| Romain Bardet \| Team DSM \| + 3m01s \| \| \| 5. \| Adam Yates \| Ineos Grenadiers \| + 4m06s \| \| \| 6. \| Nairo Quintana \| Arkéa-Samsic \| + 4m15s \| \| \| 7. \| Louis Meintjes \| Intermarché-Wanty-Gobert Matériaux \| + 4m24s \| \| \| 8. \| David Gaudu \| Groupama-FDJ \| + 4m24s \| \| \| 9. \| Thomas Pidcock \| Ineos Grenadiers \| + 8m49s \| \| \| 10. \| Enric Mas \| Movistar Team \| + 9m58s \| \| |                  |                                    |           |
| |                  |                                    |           |
| Fonte: ProCyclingStats |                  |                                    |           |
| Classificação geral |                  |                                    |           |
| Ciclista | Ciclista         | Equipe                             | Tempo     |
| 1. | Jonas Vingegaard | Jumbo-Visma                        | 59h58m28s |
| 2. | Tadej Pogačar    | UAE Team Emirates                  | + 2m22s   |
| 3. | Geraint Thomas   | Ineos Grenadiers                   | + 2m43s   |
| 4. | Romain Bardet    | Team DSM                           | + 3m01s   |
| 5. | Adam Yates       | Ineos Grenadiers                   | + 4m06s   |
| 6. | Nairo Quintana   | Arkéa-Samsic                       | + 4m15s   |
| 7. | Louis Meintjes   | Intermarché-Wanty-Gobert Matériaux | + 4m24s   |
| 8. | David Gaudu      | Groupama-FDJ                       | + 4m24s   |
| 9. | Thomas Pidcock   | Ineos Grenadiers                   | + 8m49s   |
| 10. | Enric Mas        | Movistar Team                      | + 9m58s   |

### Classificação por pontos(Maillot Vert)
| Classificação por pontos | Classificação por pontos | Classificação por pontos | Classificação por pontos | Classificação por pontos |
| Ciclista                 | Ciclista                 | Equipe                   | Pontos                   |                          |
| ------------------------ | ------------------------ | ------------------------ | ------------------------ | ------------------------ |
| 1.                       | Wout van Aert            | Jumbo-Visma              | 378 pts                  |                          |
| 2.                       | Tadej Pogačar            | UAE Team Emirates        | 182 pts                  |                          |
| 3.                       | Jasper Philipsen         | Alpecin-Deceuninck       | 176 pts                  |                          |
| 4.                       | Mads Pedersen            | Trek-Segafredo           | 158 pts                  |                          |
| 5.                       | Fabio Jakobsen           | Quick-Step Alpha Vinyl   | 155 pts                  |                          |
| 6.                       | Christophe Laporte       | Jumbo-Visma              | 121 pts                  |                          |
| 7.                       | Michael Matthews         | BikeExchange-Jayco       | 118 pts                  |                          |
| 8.                       | Peter Sagan              | TotalEnergies            | 104 pts                  |                          |
| 9.                       | Jonas Vingegaard         | Jumbo-Visma              | 96 pts                   |                          |
| 10.                      | Fred Wright              | Bahrain Victorious       | 83 pts                   |                          |

### Classificação da montanha(Maillot à Pois Rouges)
| Classificação da montanha | Classificação da montanha | Classificação da montanha          | Classificação da montanha | Classificação da montanha |
| Ciclista                  | Ciclista                  | Equipe                             | Pontos                    |                           |
| ------------------------- | ------------------------- | ---------------------------------- | ------------------------- | ------------------------- |
| 1.                        | Simon Geschke             | Cofidis                            | 46 pts                    |                           |
| 2.                        | Louis Meintjes            | Intermarché-Wanty-Gobert Matériaux | 39 pts                    |                           |
| 3.                        | Neilson Powless           | EF Education-EasyPost              | 37 pts                    |                           |
| 4.                        | Jonas Vingegaard          | Jumbo-Visma                        | 36 pts                    |                           |
| 5.                        | Giulio Ciccone            | Trek-Segafredo                     | 35 pts                    |                           |
| 6.                        | Pierre Latour             | TotalEnergies                      | 35 pts                    |                           |
| 7.                        | Thomas Pidcock            | Ineos Grenadiers                   | 28 pts                    |                           |
| 8.                        | Anthony Perez             | Cofidis                            | 26 pts                    |                           |
| 9.                        | Tadej Pogačar             | UAE Team Emirates                  | 28 pts                    |                           |
| 10.                       | Chris Froome              | Israel-Premier Tech                | 22 pts                    |                           |

### Classificação do melhor jovem(Maillot Blanc)
| Classificação dos jovens | Classificação dos jovens | Classificação dos jovens           | Classificação dos jovens | Classificação dos jovens |
| Ciclista                 | Ciclista                 | Equipe                             | Tempo                    |                          |
| ------------------------ | ------------------------ | ---------------------------------- | ------------------------ | ------------------------ |
| 1.                       | Tadej Pogačar            | UAE Team Emirates                  | 60h00m50s                |                          |
| 2.                       | Thomas Pidcock           | Ineos Grenadiers                   | + 6m27s                  |                          |
| 3.                       | Brandon McNulty          | UAE Team Emirates                  | + 57m43s                 |                          |
| 4.                       | Matteo Jorgenson         | Movistar Team                      | + 58m42s                 |                          |
| 5.                       | Andreas Leknessund       | Team DSM                           | + 1h13m44s               |                          |
| 6.                       | Michael Storer           | Groupama-FDJ                       | + 1h23m02s               |                          |
| 7.                       | Kevin Geniets            | Groupama-FDJ                       | + 1h31m42s               |                          |
| 8.                       | Georg Zimmermann         | Intermarché-Wanty-Gobert Matériaux | + 1h33m20s               |                          |
| 9.                       | Fred Wright              | Bahrain Victorious                 | + 1h44m35s               |                          |
| 10.                      | Andreas Kron             | Lotto-Soudal                       | + 1h58m19s               |                          |

### Classificação por equipas(Classement par Équipe)
| Classificação por equipes | Classificação por equipes | Classificação por equipes | Classificação por equipes |
| Equipe                    | Equipe                    | Tempo                     |                           |
| ------------------------- | ------------------------- | ------------------------- | ------------------------- |
| 1.                        | Ineos Grenadiers          | 79h46m42s                 |                           |
| 2.                        | Jumbo-Visma               | + 35m16s                  |                           |
| 3.                        | Groupama-FDJ              | + 39m29s                  |                           |
| 4.                        | UAE Team Emirates         | + 1h04m39s                |                           |
| 5.                        | Bora-Hansgrohe            | + 1h09m30s                |                           |
| 6.                        | Movistar Team             | + 1h43m33s                |                           |
| 7.                        | Bahrain Victorious        | + 1h58m34s                |                           |
| 8.                        | Arkéa-Samsic              | + 2h09m40s                |                           |
| 9.                        | EF Education-EasyPost     | + 2h10m58s                |                           |
| 10.                       | Team DSM                  | + 2h28m07s                |                           |

## Abandonos
Primož Roglič, com moléstias depois de sua queda na 5.ª etapa, e Magnus Cort e Simon Clarke, ambos por positivo em COVID-19, não tomaram a saída. Por sua vez, Steven Kruijswijk não completou a etapa depois de sofrer uma queda e Michael Mørkøv chegou fora de controle.